# کاتسهوته
کاتسهوته (به آلمانی: Katzhütte) یک شهر در آلمان است که در زارفلد-رودلشتات واقع شده‌است. کاتسهوته ۲٬۱۱۹ نفر جمعیت دارد.